# Convenção sobre a Escravatura
A Convenção sobre a Escravatura ou Convenção sobre a Escravidão de 1926 ou a Convenção para Suprimir o Comércio de Escravos e a Escravidão foi um tratado internacional criado sob os auspícios da Liga das Nações e assinado pela primeira vez em 25 de setembro de 1926. Foi registrado na Série de Tratados da Liga das Nações em 9 de março de 1927, o no mesmo dia entrou em vigor. O objetivo da convenção era confirmar e promover a supressão da escravidão e do comércio de escravos.

## Antecedentes
No Ato da Conferência de Bruxelas de 1890, os signatários "declararam que estavam igualmente animados pela firme intenção de pôr fim ao tráfico de escravos africanos". Foi complementado e revisado pela Convenção de Saint-Germain-en-Laye, assinada pelas Potências Aliadas da Primeira Guerra Mundial em 10 de setembro de 1919, na qual os signatários se comprometeram a "se esforçar para garantir a supressão completa da escravidão em todas as suas formas e do tráfico de escravos por terra e mar ”(Artigo 11).
Uma Comissão Temporária de Escravidão foi nomeada pelo Conselho da Liga das Nações em junho de 1924. A composição da comissão incluía ex-governadores coloniais, bem como um haitiano, e um representante da Organização Internacional do Trabalho, Frederick Lugard, era o britânico representante na comissão.

## Significância
A convenção estabeleceu regras e artigos concretos para promover a repressão à escravidão e ao comércio de escravos.

A escravidão foi definida no Artigo 1 como:
o status ou condição de uma pessoa sobre a qual qualquer ou todos os poderes inerentes ao direito de propriedade são exercidos
O comércio de escravos foi definido como incluindo
todos os atos envolvidos na captura, aquisição ou alienação de uma pessoa com a intenção de reduzi-la à escravidão; todos os atos envolvidos na aquisição de um escravo com o objetivo de vendê-lo ou trocá-lo; todos os atos de alienação por venda ou troca de um escravo adquirido com vistas à sua venda ou troca e, em geral, todo ato de comércio ou transporte de escravos.

## Artigos selecionados
Artigo 2
As partes concordaram em prevenir e suprimir o comércio de escravos e em trazer progressivamente a eliminação completa da escravidão em todas as suas formas.
Artigo 6

As partes comprometeram-se a promulgar penas severas para o comércio de escravos, posse de escravos e escravidão.

## Participantes
Em 2013, havia 99 países que assinaram, aderiram, ratificaram, tiveram sucesso ou de outra forma se comprometeram a participar das convenções conforme emendadas e seu protocolo subsequente. Os países e o ano do seu primeiro compromisso de participação são os seguintes:
Afeganistão (1954), Albânia (1957), Argélia (1963), Austrália (1953), Áustria (1954), Azerbaijão (1996), Bahamas (1976), Bahrein (1990), Bangladesh (1985), Barbados (1976), Bielorrússia (1956, como SSR da Bielo- Rússia ), Bélgica (1962), Bolívia (1983), Bósnia e Herzegovina (1993), Brasil (1966), Camarões (1984), Canadá (1953), Chile (1995), China (1955 ),Croácia (1992), Cuba (1954), Chipre (1986), Dinamarca (1954), Dominica (1994), Equador (1955), Egito (1954), Etiópia (1969), Fiji (1972), Finlândia (1954), França (1963), Alemanha (1973), Grécia (1955), Guatemala (1983), Guiné (1963), Hungria (1958), Índia (1954), Iraque (1955), Irlanda (1961), Israel (1955), Itália(1954), Jamaica (1964), Jordânia (1959), Cazaquistão (2008), Kuwait (1963), Quirguistão (1997), Lesoto (1974), Libéria (1953), Líbia (1957), Madagascar (1964), Malawi (1965), Mali (1973), Malta (1966), Mauritânia (1986), Maurício (1969), México (1954), Mônaco (1954), Mongólia (1968), Montenegro (2006), Marrocos (1959), Mianmar (1957), Nepal (1963), Holanda (1955),Nova Zelândia (1953), Nicarágua (1986), Níger (1964), Nigéria (1961), Noruega (1957), Paquistão (1955), Paraguai (2007), Papua Nova Guiné (1982), Filipinas (1955), Romênia ( 1957), Rússia (1956), como União Soviética), Santa Lúcia (1990), São Vicente e Granadinas (1981), Arábia Saudita (1973), Sérvia (2001, como Sérvia e Montenegro), Serra Leoa (1962), Ilhas Salomão (1981), África do Sul (1953),Espanha (1927), Sri Lanka (1958), Sudão (1957), Suécia (1954), Suíça (1953), Síria (1954), Tanzânia (1962), Trinidad e Tobago (1966), Tunísia (1966), Turquia ( 1955), Turcomenistão (1997), Uganda (1964), Ucrânia (1959, como o SSR ucraniano), Reino Unido (1953), Estados Unidos (1956), Uruguai (2001), Vietnã (1956), Iêmen (1987), Zâmbia (1973)

## Atualizações
A convenção foi emendada pelo protocolo que entrou em vigor em 7 de julho de 1955.
A definição de escravidão foi posteriormente refinada e ampliada por uma Convenção Suplementar de 1956.